# جون بيير جونيه
جون بيير جونيه (بالفرنسية: Jean-Pierre Jeunet)، من مواليد 3 سبتمبر عام 1953، مخرج فرنسي، أشتهر بإخراج أهم الأفلام السينمائية، ومنها فيلم ايليناز: رازوراكشنز والذي أنتج عام 1997 وفيلم أميلي في 2001.